# U-20-Fußball-Weltmeisterschaft der Frauen 2010/Deutschland

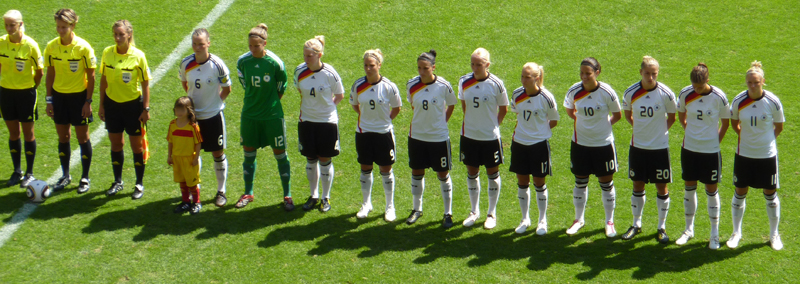
Aufstellung aus dem Spiel gegen Frankreich

Dieser Artikel behandelt die deutsche U-20 Fußballnationalmannschaft der Frauen bei der U-20-Fußball-Weltmeisterschaft der Frauen 2010.

## Aufgebot
| Nr.        | Spieler               | Verein                 | Länderspiel- einsätze * | Länderspiel- tore * | Geburtsdatum  | Spiele   | Tore     | Gelbe Karten | Gelb-Rote Karten | Rote Karten |
| Torhüter   | Torhüter              | Torhüter               | Torhüter                | Torhüter            | Torhüter      | Torhüter | Torhüter | Torhüter     | Torhüter         | Torhüter    |
| ---------- | --------------------- | ---------------------- | ----------------------- | ------------------- | ------------- | -------- | -------- | ------------ | ---------------- | ----------- |
| 1          | Almuth Schult         | Magdeburger FFC        | 0                       | 0                   | 9. Feb. 1991  | 5        | 0        | 0            | 0                | 0           |
| 12         | Desirée Schumann      | 1. FFC Turbine Potsdam | 2                       | 0                   | 6. Feb. 1990  | 1        | 0        | 0            | 0                | 0           |
| 21         | Laura Benkarth        | SC Freiburg            | 0                       | 0                   | 14. Okt. 1992 | 0        | 0        | 0            | 0                | 0           |
| Abwehr     |                       |                        |                         |                     |               |          |          |              |                  |             |
| 3          | Tabea Kemme           | 1. FFC Turbine Potsdam | 7                       | 0                   | 14. Dez. 1991 | 4        | 0        | 0            | 0                | 0           |
| 4          | Marith Prießen        | Bayer 04 Leverkusen    | 8                       | 0                   | 17. Dez. 1990 | 6        | 0        | 1            | 0                | 0           |
| 5          | Kristina Gessat       | FSV Gütersloh 2009     | 0                       | 0                   | 8. Nov. 1990  | 6        | 0        | 0            | 0                | 0           |
| 14         | Inka Wesely           | 1. FFC Turbine Potsdam | 2                       | 0                   | 10. Mai 1991  | 2        | 0        | 0            | 0                | 0           |
| 15         | Valeria Kleiner       | FFC Frankfurt          | 2                       | 0                   | 17. März 1991 | 1        | 0        | 1            | 0                | 0           |
| 20         | Bianca Schmidt        | 1. FFC Turbine Potsdam | 13                      | 3                   | 23. Jan. 1990 | 5        | 0        | 0            | 0                | 1           |
| Mittelfeld |                       |                        |                         |                     |               |          |          |              |                  |             |
| 2          | Stefanie Mirlach      | FC Bayern München      | 10                      | 3                   | 18. Apr. 1990 | 5        | 0        | 0            | 0                | 0           |
| 6          | Marina Hegering       | FCR Duisburg           | 12                      | 0                   | 17. Apr. 1990 | 6        | 2        | 0            | 0                | 0           |
| 13         | Sylvia Arnold         | FF USV Jena            | 6                       | 1                   | 10. Nov. 1990 | 5        | 2        | 0            | 0                | 0           |
| 16         | Marie-Louise Bagehorn | 1. FFC Turbine Potsdam | 3                       | 0                   | 7. Juli 1991  | 1        | 0        | 0            | 0                | 0           |
| 17         | Turid Knaak           | FCR Duisburg           | 3                       | 0                   | 24. Jan. 1991 | 5        | 0        | 0            | 0                | 0           |
| 19         | Kim Kulig             | Hamburger SV           | 11                      | 2                   | 9. Apr. 1990  | 6        | 2        | 1            | 0                | 0           |
| Angriff    |                       |                        |                         |                     |               |          |          |              |                  |             |
| 7          | Jessica Wich          | 1. FFC Turbine Potsdam | 8                       | 0                   | 14. Juli 1990 | 2        | 0        | 0            | 0                | 0           |
| 8          | Selina Wagner         | VfL Wolfsburg          | 8                       | 1                   | 6. Okt. 1990  | 5        | 0        | 0            | 0                | 0           |
| 9          | Svenja Huth           | FFC Frankfurt          | 8                       | 1                   | 25. Jan. 1991 | 6        | 2        | 0            | 0                | 0           |
| 10         | Dzsenifer Marozsán    | FFC Frankfurt          | 6                       | 1                   | 18. Apr. 1992 | 5        | 1        | 1            | 0                | 0           |
| 11         | Alexandra Popp        | FCR Duisburg           | 3                       | 4                   | 16. Apr. 1991 | 6        | 10       | 0            | 0                | 0           |
| 18         | Anne Bartke           | FF USV Jena            | 4                       | 1                   | 2. März 1990  | 1        | 0        | 0            | 0                | 0           |

(*) angegeben sind nur die Spiele und Tore, die vor Beginn der Weltmeisterschaft in der U-20 Mannschaft absolviert bzw. erzielt wurden.

## Vorrunde
In der Vorrunde der Weltmeisterschaft 2010 in Deutschland traf die deutsche U-20 Fußballnationalmannschaft der Frauen in der Gruppe A auf Costa Rica, Kolumbien und Frankreich.
| Pl. | Land        | Sp. | S | U | N | Tore    | Diff. | Punkte |
| --- | ----------- | --- | - | - | - | ------- | ----- | ------ |
| 1.  | Deutschland | 3   | 3 | 0 | 0 | 011:400 | +7    | 09     |
| 2.  | Kolumbien   | 3   | 1 | 1 | 1 | 005:400 | +1    | 04     |
| 3.  | Frankreich  | 3   | 1 | 1 | 1 | 004:500 | −1    | 04     |
| 4.  | Costa Rica  | 3   | 0 | 0 | 3 | 002:900 | −7    | 0      |

- Dienstag, 13. Juli 2010, 11:30 Uhr in Bochum

 Deutschland –  Costa Rica 4:2 (2:1)
- Freitag, 16. Juli 2010, 18:00 Uhr in Bochum

 Deutschland –  Kolumbien 3:1 (1:0)
- Dienstag, 20. Juli 2010, 11:30 Uhr in Augsburg

 Frankreich –  Deutschland 1:4 (0:2)

## Endrunde

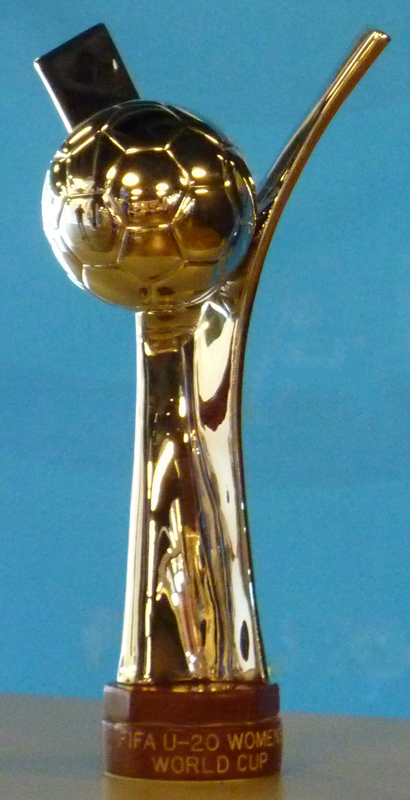
Die Trophäe

In der Vorrunde konnte man alle drei Vorrunden-Partien gewinnen. Man setzte sich klar als Gruppen-Erster gegen die anderen Mannschaften durch. Im Viertelfinale traf man auf die nordkoreanische Auswahl, die man 2:0 besiegen konnte. Im Halbfinale konnte man gegen Südkorea 5:1 gewinnen und sich somit für das Finale im eigenen Land qualifizieren. Dort traf man in Bielefeld auf das nigerianische Team, das im Halbfinale Kolumbien bezwungen hatte. Das Endspiel endete 2:0 für Deutschland, anschließend konnte die deutsche Mannschaft nicht nur den U-20-Frauen-Weltpokal und die Goldmedaillen entgegennehmen, auch der Goldene Schuh für die beste Torschützin und der Goldene Ball für die beste Spielerin des Turniers blieb in Deutschland, da Alexandra Popp beide Auszeichnungen erhielt.
- Samstag, 24. Juli 2010, 18:00 Uhr in Bochum

 Deutschland –  Nordkorea 2:0 (1:0)
- Donnerstag, 29. Juli 2010, 15:30 Uhr in Bochum

 Deutschland –  Südkorea 5:1 (2:0)
- Sonntag, 1. August 2010, 15:00 Uhr in Bielefeld

 Deutschland –  Nigeria 2:0 (1:0)